# Chambois
Chambois er en kommune i departementet Orne i Basse-Normandie regionen i det nordvestlige Frankrig.
Byen er bemærkelsesværdig for sit normanniske tårn fra det 12. århundrede, som er et af de sjældne, overlevende borgtårne i Normandiet.
I 1944 blev byen skueplads for et af de mest forbitrede slag i Operation Overlord som en del af Falaise-lommen.
Her mødtes den amerikanske 90. infanteridivision endelig med 10. dragonregiment fra den polske 1. pansrede division, 1 Dywizja Pancerna, om aftenen den 19. august 1944.
I to dage forsvarede polakker og amerikanere byen mod stadige angreb fra overvældende fjendtlige styrker (fortrinsvis rester af den tyske 7. armé) og tog tusinder til fange. Slaget sluttede til sidst, da de allierede luftstyrker endelig ødelagde det, der var tilbage af de tyske styrker.
Mindesmærket på Coudehard – Montormel Arkiveret 24. oktober 2020 hos  Wayback Machine på det nærliggende Hill 262 erindrer om Falaise-lommen.

## Videospil
I videospillet Call of Duty 3 er spilleren involveret i en række missioner, mens de allierede rykker ind i Falaiselommen mod Chambois. Slaget om Chambois er det sidste kapitel i spillet.
I videospillet Company of Heroes får spilleren til opgave at erobre og forsvare en række broer mod tyske angreb ved Chambois. Dette kulminerer med, at de amerikanske styrker får forbindelse med canadiske soldater. Dette niveau er det 15. og afsluttende.

## References
- INSEE commune file